# Ga Ly Tử Nội
Ga Ly Tử Nội (tiếng Trung: 籬仔內站; bính âm: Lízǐnèi Zhàn) là một ga đường sắt nhẹ của Tuyến Vòng thuộc Hệ thống giao thông nhanh Cao Hùng. Nó nằm ở Tiền Trấn, Cao Hùng, Đài Loan.

## Thiết kế ga
Nhà ga gồm có 2 ke ga.